# Boulevard Charles-de-Gaulle (Pierrefitte-sur-Seine)
Pour les articles homonymes, voir Boulevard Charles-de-Gaulle.
Le boulevard Charles-de-Gaulle est une voie de communication de Pierrefitte-sur-Seine.
Sa construction fut fort onéreuse, à cause de la présence de marais.

## Situation et accès

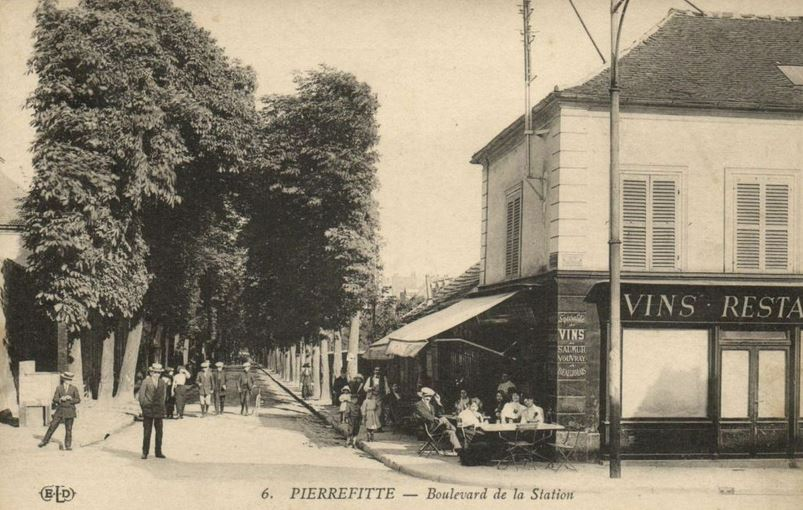
Boulevard de la Station, vers l'est, à l'angle de l'avenue de la République.

Le boulevard commence son tracé à l'ouest, dans le prolongement de l'avenue de la République, au croisement formé par la rue de Paris et l'avenue du Général-Gallieni.
Après avoir formé, sur sa droite, le départ de l'allée de l'Europe, il croise le boulevard Jean-Mermoz (route départementale 931, créée en 1938), et passe par le croisement de la rue Étienne-Dolet (anciennement rue de la Gloriette) et de la rue Jules-Châtenay. Il passe ensuite l'avenue Guiard qui forme un angle, et la Villa Gloriette: puis la rue Reboussin et la sente Verte, et se termine au rond-point de la rue Parmentier et de la place du Général-Leclerc, à la gare de Pierrefitte - Stains.
Son tracé correspond à celui de la route départementale 901.
Il est desservi par la ligne 5 du tramway d'Île-de-France et la ligne D du RER.

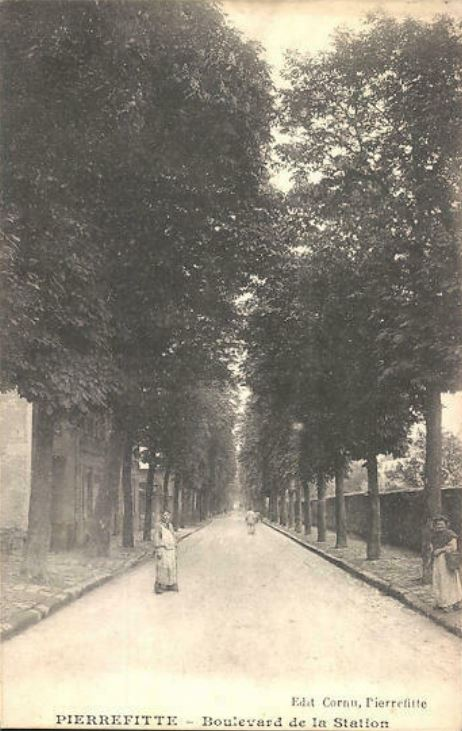
Boulevard de la Station

## Origine du nom
Elle rend honneur à Charles de Gaulle (1890-1970), général, chef de la France libre et président de la République française de 1959 à 1969.

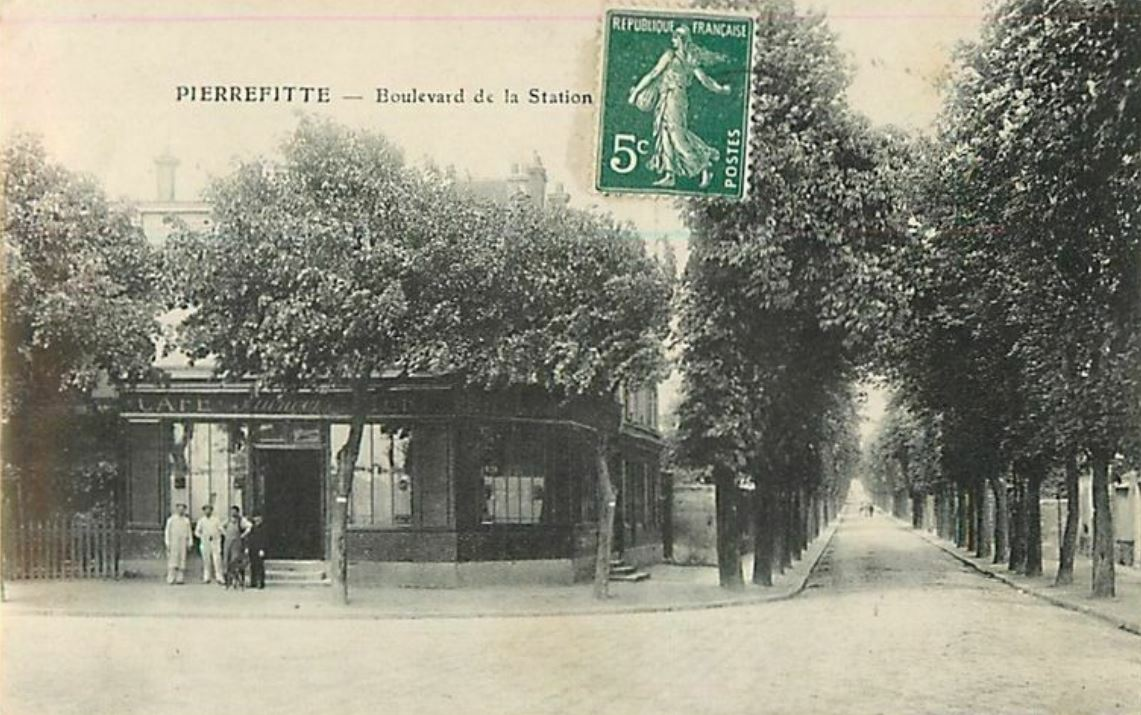
Boulevard de la Station.

## Historique
On peut identifier cette très ancienne voie sous les noms de « ruelle aux Vaches » en 1816 ou « ruelle du Christ » en 1817.
Elle devient le « chemin de grande communication de Pierrefitte à Stains » le 10 août 1836 et est ouverte officiellement en 1838.
Concomitamment à la création de la gare, en 1859, ce chemin prend le nom de « boulevard de la Station » le 26 juin 1858. À cette époque, il était encore possible, grâce à deux passages à niveau, de rejoindre l'avenue Daniel-Falempin à Stains.
Le 7 octobre 1938, il est renommé « boulevard Neville-Chamberlain » du nom du premier ministre du Royaume-Uni d'alors. À la suite de l'entrée de la France dans la Seconde Guerre mondiale, le 8 décembre 1940, il prend jusqu'à la libération, le nom de « boulevard Maréchal-Pétain », du nom du chef de l'État français durant cette époque.
À la Libération, le 28 octobre 1944, la voie est renommée « boulevard Charles-de-Gaulle ».

## Bâtiments remarquables et lieux de mémoire
- Gare de Pierrefitte - Stains